# Puchar Wielkich Mistrzów 2017 (składy)
Artykuł grupuje składy wszystkich reprezentacji narodowych w piłce siatkowej, które wystąpiły w Pucharze Wielkich Mistrzów 2017 w Japonii.
- przynależność klubowa na 12 września 2017.
- zawodnicy oznaczeni  to kapitanowie reprezentacji.

## Brazylia[1]
Trener:  Renan Dal Zotto
| Nr | Imię i nazwisko            | Rok urodzenia | Wzrost (cm) | Klub           | Pozycja |
| -- | -------------------------- | ------------- | ----------- | -------------- | ------- |
| 1  | Bruno Rezende              | 1986          | 190         | Azimut Modena  | R       |
| 2  | Isac Santos                | 1990          | 208         | Sada Cruzeiro  | Ś       |
| 6  | Tiago Brendle              | 1985          | 188         | SESC Voleibol  | L       |
| 8  | Wallace de Souza           | 1987          | 198         | Funvic Taubate | A       |
| 9  | Raphael Vieira de Oliveira | 1979          | 190         | Funvic Taubate | R       |
| 10 | Otavio Pinto               | 1991          | 200         | Funvic Taubate | Ś       |
| 11 | Rodrigo Leao               | 1996          | 197         | Sada Cruzeiro  | P       |
| 13 | Mauricio Souza             | 1988          | 209         | SESC Voleibol  | Ś       |
| 14 | Douglas Souza              | 1995          | 199         | SESI São Paulo | P       |
| 16 | Lucas Saatkamp             | 1986          | 209         | SESI São Paulo | Ś       |
| 17 | Thales Hoss                | 1989          | 190         | Funvic Taubate | L       |
| 18 | Ricardo Lucarelli          | 1992          | 196         | Funvic Taubate | P       |
| 19 | Mauricio Borges            | 1989          | 199         | SESC Voleibol  | P       |
| 20 | Renan Buiatti              | 1990          | 217         | SESC Voleibol  | A       |

## Francja[1]
Trener:  Laurent Tillie
| Nr | Imię i nazwisko       | Rok urodzenia | Wzrost (cm) | Klub                      | Pozycja |
| -- | --------------------- | ------------- | ----------- | ------------------------- | ------- |
| 2  | Jenia Grebennikov     | 1990          | 188         | Cucine Lube Civitanova    | L       |
| 4  | Jean Patry            | 1996          | 207         | Montpellier UC            | A       |
| 5  | Trévor Clévenot       | 1994          | 199         | LPR Piacenza              | P       |
| 6  | Benjamin Toniutti     | 1989          | 183         | ZAKSA Kędzierzyn-Koźle    | R       |
| 7  | Kevin Tillie          | 1990          | 200         | Beijing Volleyball        | L/P     |
| 8  | Julien Lyneel         | 1990          | 192         | Fudan University Shanghai | P       |
| 11 | Antoine Brizard       | 1994          | 196         | Onico Warszawa            | R       |
| 12 | Stéphen Boyer         | 1996          | 196         | Chaumont VB 52            | A       |
| 14 | Nicolas Le Goff       | 1992          | 206         | Top Volley Latina         | Ś       |
| 16 | Daryl Bultor          | 1995          | 197         | Montpellier UC            | Ś       |
| 18 | Thibault Rossard      | 1993          | 193         | Asseco Resovia            | P       |
| 21 | Barthélémy Chinenyeze | 1998          | 200         | Spacer's de Toulouse      | Ś       |

## Iran[2]
Trener:  Igor Kolaković
| Nr | Imię i nazwisko             | Rok urodzenia | Wzrost (cm) | Klub               | Pozycja |
| -- | --------------------------- | ------------- | ----------- | ------------------ | ------- |
| 1  | Farhad Salafzoon            | 1992          | 200         | Pajkan Teheran     | R       |
| 2  | Milad Ebadipur              | 1993          | 196         | PGE Skra Bełchatów | P       |
| 3  | Saman Faezi                 | 1991          | 204         | Saipa Alborz       | Ś       |
| 4  | Sa’id Maruf                 | 1985          | 189         | Pajkan Teheran     | R       |
| 5  | Farhad Gha’emi              | 1989          | 197         | Sarmayeh Bank      | P       |
| 6  | Mohammad Musawi             | 1987          | 203         | Sarmayeh Bank      | Ś       |
| 8  | Mostafa Heydari             | 1991          | 175         | Saipa Alborz       | L       |
| 10 | Amir Ghafur                 | 1991          | 202         | Pajkan Teheran     | A       |
| 11 | Farhad Nazari               | 1984          | 195         | Pajkan Teheran     | P       |
| 12 | Modżtaba Mirzadżanpur       | 1991          | 205         | Sarmayeh Bank      | P       |
| 14 | Mohammad Dżawad Manawineżad | 1995          | 200         | Calzedonia Werona  | P       |
| 17 | Reza Ghara                  | 1991          | 200         | Saipa Alborz       | A       |
| 19 | Mahdi Marandi               | 1986          | 172         | Pajkan Teheran     | L       |
| 20 | Masoud Gholami              | 1990          | 204         | Saipa Alborz       | Ś       |

## Japonia[3]
Trener:  Yuichi Nakagaichi
| Nr | Imię i nazwisko   | Rok urodzenia | Wzrost (cm) | Klub                | Pozycja |
| -- | ----------------- | ------------- | ----------- | ------------------- | ------- |
| 1  | Issei Ōtake       | 1995          | 200         | Uniwersytet Chūō    | A       |
| 2  | Hideomi Fukatsu   | 1990          | 180         | Panasonic Panthers  | R       |
| 3  | Naonobu Fujii     | 1992          | 183         | Toray Arrows        | R       |
| 6  | Akihiro Yamauchi  | 1993          | 204         | Panasonic Panthers  | Ś       |
| 7  | Takashi Dekita    | 1991          | 200         | Osaka Blazers Sakai | A       |
| 8  | Masahiro Yanagida | 1992          | 186         | TV Bühl             | P       |
| 9  | Satoshi Ide       | 1992          | 174         | Toray Arrows        | L       |
| 10 | Shuzo Yamada      | 1992          | 193         | Toyoda Gosei        | P       |
| 12 | Shohei Yamamoto   | 1991          | 187         | JT Thunders         | P       |
| 14 | Yuki Ishikawa     | 1995          | 192         | Top Volley Latina   | P       |
| 15 | Haku Ri           | 1990          | 194         | Toray Arrows        | Ś       |
| 16 | Kentaro Takahashi | 1995          | 201         | Toray Arrows        | Ś       |
| 18 | Taishi Onodera    | 1996          | 201         | Tokai University    | P       |
| 19 | Hiroaki Asano     | 1990          | 178         | JTEKT Stings        | L       |

## Stany Zjednoczone[3]
Trener:  John Speraw
| Nr | Imię i nazwisko   | Rok urodzenia | Wzrost (cm) | Klub                        | Pozycja |
| -- | ----------------- | ------------- | ----------- | --------------------------- | ------- |
| 1  | Matthew Anderson  | 1987          | 202         | Zenit Kazań                 | A       |
| 2  | Aaron Russell     | 1993          | 205         | Sir Safety Perugia          | P       |
| 3  | Taylor Sander     | 1992          | 196         | Cucine Lube Civitanova      | P       |
| 4  | Jeffrey Jendryk   | 1995          | 208         | Loyola University Chicago   | Ś       |
| 7  | Kawika Shoji      | 1987          | 190         | Gi Group Monza              | R       |
| 10 | Thomas Jaeschke   | 1993          | 198         | Calzedonia Werona           | P       |
| 11 | Micah Christenson | 1993          | 198         | Cucine Lube Civitanova      | R       |
| 14 | Benjamin Patch    | 1994          | 203         | Tonno Callipo Vibo Valentia | A       |
| 15 | Carson Clark      | 1989          | 205         | bez klubu                   | A       |
| 17 | Maxwell Holt      | 1987          | 205         | Azimut Modena               | Ś       |
| 19 | Taylor Averill    | 1992          | 201         | Revivre Milano              | Ś       |
| 20 | David Smith       | 1985          | 201         | Aluron Warta Zawiercie      | Ś       |
| 21 | Dustin Watten     | 1986          | 182         | Cerrad Radom                | L       |
| 22 | Erik Shoji        | 1989          | 184         | Top Volley Latina           | L       |

## Włochy[2]
Trener:  Gianlorenzo Blengini
| Nr | Imię i nazwisko  | Rok urodzenia | Wzrost (cm) | Klub                        | Pozycja |
| -- | ---------------- | ------------- | ----------- | --------------------------- | ------- |
| 2  | Luigi Randazzo   | 1994          | 198         | Kioene Padwa                | P       |
| 4  | Luca Vettori     | 1991          | 200         | Diatec Trentino             | A       |
| 5  | Luca Spirito     | 1993          | 196         | Calzedonia Werona           | R       |
| 6  | Simone Giannelli | 1996          | 198         | Diatec Trentino             | R       |
| 7  | Fabio Balaso     | 1995          | 178         | Kioene Padwa                | L       |
| 9  | Daniele Mazzone  | 1992          | 208         | Azimut Modena               | Ś       |
| 10 | Filippo Lanza    | 1991          | 198         | Diatec Trentino             | P       |
| 11 | Simone Buti      | 1983          | 206         | Gi Group Monza              | Ś       |
| 13 | Massimo Colaci   | 1985          | 180         | Sir Safety Perugia          | L       |
| 14 | Matteo Piano     | 1990          | 208         | Revivre Milano              | Ś       |
| 16 | Oleg Antonow     | 1988          | 198         | Tonno Callipo Vibo Valentia | P       |
| 17 | Iacopo Botto     | 1987          | 191         | Gi Group Monza              | P       |
| 18 | Giulio Sabbi     | 1989          | 201         | Azimut Modena               | A       |
| 19 | Fabio Ricci      | 1994          | 204         | Sir Safety Perugia          | Ś       |